# Zoológico Municipal de Guarulhos
O Zoológico Municipal de Guarulhos, fundado em 1982, contém mais de 400 animais de 100 espécies em uma área de 70 mil m². A fauna é formada principalmente por aves, mamíferos e répteis nativos do Brasil, em especial da região de Guarulhos. Localizado no Jardim Rosa de França, o perímetro do zoológico também abriga animais de vida livre que frequentam os ambientes de lagos e jardins reconstituídos com espécies da Mata Atlântica.

## História
A área ocupada atualmente pelo zoológico foi propriedade da família Fuster, de origem franco-alemã. No final dos anos 1920, o casal Fuster se especializou no plantio de flores, em especial de rosas, o que posteriormente deu origem ao nome do bairro de Jardim Rosa da França. O local já era conhecido pelos moradores locais como uma região montanhosa cruzada por um córrego.
O zoológico de Guarulhos se origina com a fundação em 1981 do Parque Municipal Edgard Casal de Rey. No ano seguinte, o zoológico foi fundado oficialmente com o devido reconhecimento legal e passou a se chamar Zoológico Municipal de Guarulhos.
No final dos anos 1990, as árvores de eucalipto e pinheiro que cercavam o perímetro do zoológico foram substituídas por árvores frutíferas. Em 2005, o Museu de Ciências Naturais de Guarulhos foi transferido do Lago dos Patos para uma instalação maior no interior do zoológico.

## Fauna e flora

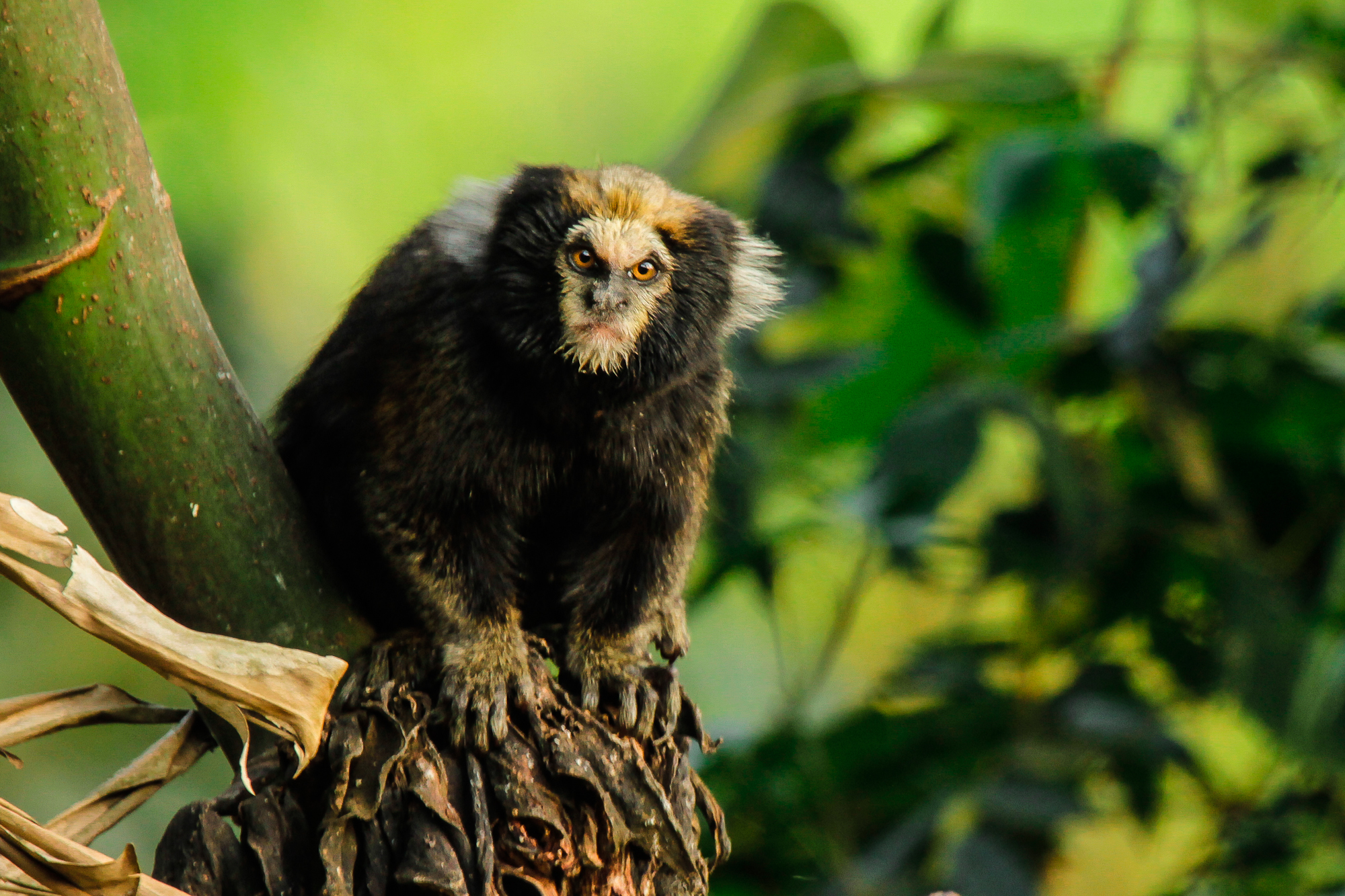
Sagui-da-serra-escuro (Callithrix aurita), espécie em risco de extinção cuidada pelo Zoológico Municipal de Guarulhos

O Zoológico Municipal de Guarulhos reúne cerca de 400 animais de pelo menos 100 espécies típicas do Brasil e em risco de extinção. Lá, podem ser encontradas variedades de aves, mamíferos e répteis. São exibidos espécimes de arara-canindé, mico-leão-dourado, jacaré-de-papo-amarelo, ema, mutum-do-sudeste, onça pintada e urubu rei, entre outros.
Em 2019, o zoológico inaugurou um recinto para sagui-da-serra-escuro, espécie ameaçada de extinção. Ao trabalhar com a espécie desde 2009, o zoológico de Guarulhos foi o primeiro parque a reproduzir o sagui-da-serra-escuro em cativeiro, tornando-se referência na atividade e um dos órgãos de controle da reprodução da espécie.
Na flora, destaca-se o trabalho de reconstituição de vegetação típica da Mata Atlântica na região.
Além disso, por conta da área verde com espécimes de flora típicos da Mata Atlântica, animais de vida livre também podem ser encontrados nas dependências do zoológico, tais como irerês, sanhaços, periquitos e beija-flores.

## Estrutura
O zoológico de Guarulhos contém cinco lagos distribuídos em uma área total de 70 mil m² e conta com área de exposição, área de tratamento de animais com clínica veterinária e recinto para quarentena de animais excedentes, setor administrativo, setor de manutenção e áreas de lazer nas quais os visitantes podem realizar piqueniques.
Há atividades de educação ambiental, realização de pesquisa cientĩfica e participação em programas de conservação de espécies.
A área do zoológico também abriga do Museu de Ciências Naturais de Guarulhos desde 2005, que por sua vez possui um acervo com mais de 450 itens.